# Scolops vanduzeei
Scolops vanduzeei är en insektsart som beskrevs av Ball 1902. Scolops vanduzeei ingår i släktet Scolops och familjen Dictyopharidae. Inga underarter finns listade i Catalogue of Life.